# Phragmocalosphaeria
Phragmocalosphaeria är ett släkte av svampar. Phragmocalosphaeria ingår i familjen Calosphaeriaceae, ordningen Calosphaeriales, klassen Sordariomycetes, divisionen sporsäcksvampar och riket svampar.
|                     | Calosphaeria                                    |
|                     |                                                 |
|                     | Wegelina                                        |
|                     |                                                 |
|                     | Natantiella                                     |
|                     |                                                 |
|                     | Phaeocrella                                     |
|                     |                                                 |
|                     | Togniniella                                     |
|                     |                                                 |
|                     | Calosphaeriophora                               |
|                     |                                                 |
|                     | Pachytrype                                      |
|                     |                                                 |
|                     | Jattaea                                         |
|                     |                                                 |
| Phragmocalosphaeria | \| \| Phragmocalosphaeria piskorzii \| \| \| \| |
|                     | \| \| Phragmocalosphaeria piskorzii \| \| \| \| |
|                     | Kacosphaeria                                    |
|                     |                                                 |
|                     | Phragmocalosphaeria piskorzii                   |
|                     |                                                 |

|  | Phragmocalosphaeria piskorzii |
|  |                               |